# Guerre frontalière entre l'Éthiopie et la Somalie de 1982
Conflit éthio-somalien
Guerre froide
La guerre frontalière entre l’Éthiopie et la Somalie, qui s’épancha de juin 1982 à août 1983, constitua un conflit armé de nature singulière, marqué par des incursions militaires et des affrontements de grande envergure. L’Éthiopie, ayant mobilisé une armée d’environ 10 000 hommes, renforcée par des escadrons aériens et des unités cuirassées, entreprit une offensive d’ampleur notable en direction des régions centrales de la Somalie. Cette manœuvre belliqueuse fut par ailleurs appuyée par les contingents du Front démocratique du salut de la Somalie (SSDF), composé de plusieurs milliers de dissidents somaliens.
Les guérilleros éthiopiens et les forces du SSDF n'atteignirent pas leur dessein de progresser sur les cités de Gaal Kacyo et de Beledweyne, l'offensive initiale ayant été, pour l'essentiel, promptement contenue. Une sorte d’impasse militaire s’ensuivit aux abords des localités liminaires de Galdogob et de Balanbale,. 

## Contexte
En 1977, la Somalie entreprit une tentative ambitieuse pour recouvrer la souveraineté sur la région de l’Ogaden, s’appuyant sur l’appui militaire et logistique prodigué par l’Union soviétique. Toutefois, en l’année suivante, l’Éthiopie, puissamment assistée par un arsenal fourni par la même Union soviétique ainsi que par des contingents militaires cubains, parvint à rétablir son autorité sur ce territoire disputé. Cette reconquête engendra un déplacement massif et précipité de populations : des centaines de milliers d’hommes et de femmes d’origine somalienne, habitant de longue date l’Ogaden, furent contraints de s’exiler vers les confins de la Somalie. Bien que la Somalie eût essuyé une défaite lors de ce conflit, lequel s’étira entre 1977 et 1978, elle ne se résigna pas à reconnaître la frontière internationale, établie par des accords antérieurs, qui assignait la région de l’Ogaden à l’Éthiopie. Cette contrée, peuplée majoritairement de personnes d’ascendance somalienne, demeure, dans l’imaginaire somalien, partie intégrante de son territoire historique et culturel. 
Après que l’Union soviétique eut transféré son allégeance de la Somalie à l’Éthiopie en 1978, les États-Unis s’allièrent à leur tour à la Somalie. Jadis alignés sur l’Éthiopie, ils cessèrent alors tout soutien et toute assistance à cette dernière. Initialement, les États-Unis avaient jugé que, sur le long terme, l’Éthiopie se révélerait un partenaire d’une plus grande valeur, eu égard à sa position géographique stratégique, à son étendue territoriale et à son rayonnement régional. Cependant, la conjoncture géopolitique et les impératifs énergétiques liés aux routes pétrolières occidentales, situées à proximité des deux États, attisèrent l’intérêt concurrent des États-Unis et de l’Union soviétique. 

### Coup d'État de 1978 et SSDF
Sous le joug de la guerre de l’Ogaden, le colonel Abdullahi Yusuf se distingua en qualité de commandant au sein de l’armée nationale somalienne. Cependant, à l’issue de ce conflit, il fit défection, abandonnant les rangs militaires. Peu de temps après, en 1978, il se porta à la tête d’une conjuration visant à renverser le régime en place. Cette tentative insurrectionnelle, toutefois, échoua rapidement, contraignant Yusuf à chercher refuge en Éthiopie sans délai. 
En Éthiopie, Yusuf établit un bastion pour une nouvelle faction insurrectionnelle dénommée Front démocratique pour le salut de la Somalie (SSDF), qu’il préside et dont les activités, peu après sa fondation, s’orientent vers une alliance martiale avec les forces éthiopiennes contre l’armée somalienne. Le SSDF jouissait d’une autonomie limitée vis-à-vis des forces de sécurité éthiopiennes, étant donné qu’il avait été, selon des témoignages concordants, « conçu, organisé, instruit et financé par l’Éthiopie ». Les guérilleros affiliés au SSDF reçurent leur formation sous la direction d’officiers éthiopiens ; lors de l’incursion de 1982, les contingents du SSDF furent intégrés de manière étroite au sein de formations militaires plus conséquentes de l’armée éthiopienne. 

## Forces en présence
En 1982, une campagne militaire d'envergure fut entreprise par un contingent éthiopien dont les effectifs oscillaient entre 10 000 et 15 000 soldats. Ceux-ci étaient pourvus de chasseurs MIG et de chars T-55, ces derniers ayant été gracieusement octroyés par l'Union soviétique, principal pourvoyeur de leur arsenal. À leurs côtés s’allièrent de 2 000 à 5 000 insurgés affiliés au Front démocratique pour le salut de la Somalie (SSDF), lesquels, tout comme leurs alliés, disposaient de blindés et bénéficiaient d’un concours substantiel de l’artillerie ainsi que des forces aériennes éthiopiennes,.  
L'Armée nationale somalienne (ANS) n'engagea qu'un contingent restreint de 2 500 soldats dans les opérations militaires au sein des zones frontalières. 1 La conduite des forces somaliennes en défense desdites régions était placée sous l'autorité du général Yusuf Ahmed Salhan, assisté de son subordonné immédiat, le général de brigade Mohammed Farah Aidid, lequel exerçait le commandement de la zone militaire attribuée au secteur central. 2 Selon les estimations formulées par des chancelleries occidentales, l'effectif global de l'ANS au début de cette campagne s'élevait à environ 50 000 hommes. Toutefois, l'ANS, gravement démunie, se trouvait dans un état d'impréparation manifeste pour soutenir un conflit de cette envergure, en particulier après les pertes considérables enregistrées entre le début de l'an 1978 et l'issue de la guerre de l'Ogaden. Elle souffrait d'une pénurie critique de munitions et d'équipements de transmission, tout en étant notablement dépourvue d'armes antichars et de moyens de défense antiaérienne. Ces carences matérielles, conjuguées à une organisation déficiente, minaient lourdement ses capacités opérationnelles. 

## Guerre des frontières
Fin juin 1982, 15 000 soldats de l'armée éthiopienne, soutenus par des milliers de combattants du Front Démocratique de la Somalie (SSDF), pénétrèrent la région de Hiiraan et de Mudug, franchissant la frontière. Les offensives militaires, d'abord orientées vers Gaal Kacyo. L'invasion fut lancée la nuit du 30 juin 1982. La première offensive se déroula dans la ville frontalière de Ferfer, non loin de Beledweyne, avec pour objectif de s'emparer des hauteurs dominants une voie stratégique reliant le nord et le sud de la Somalie. Initialement, l'armée somalienne ne disposait que de 1 800 hommes dans la région concernée par l'invasion, mais elle fut rapidement renforcée. En dépit des attaques aériennes et terrestres intenses, la garnison somalienne, stationnée près de Beledweyne, parvint à infliger de lourdes pertes aux forces d'invasion et repoussa les assaillants éthiopiens. Cependant, après ce premier affrontement, une impasse se dessina. 

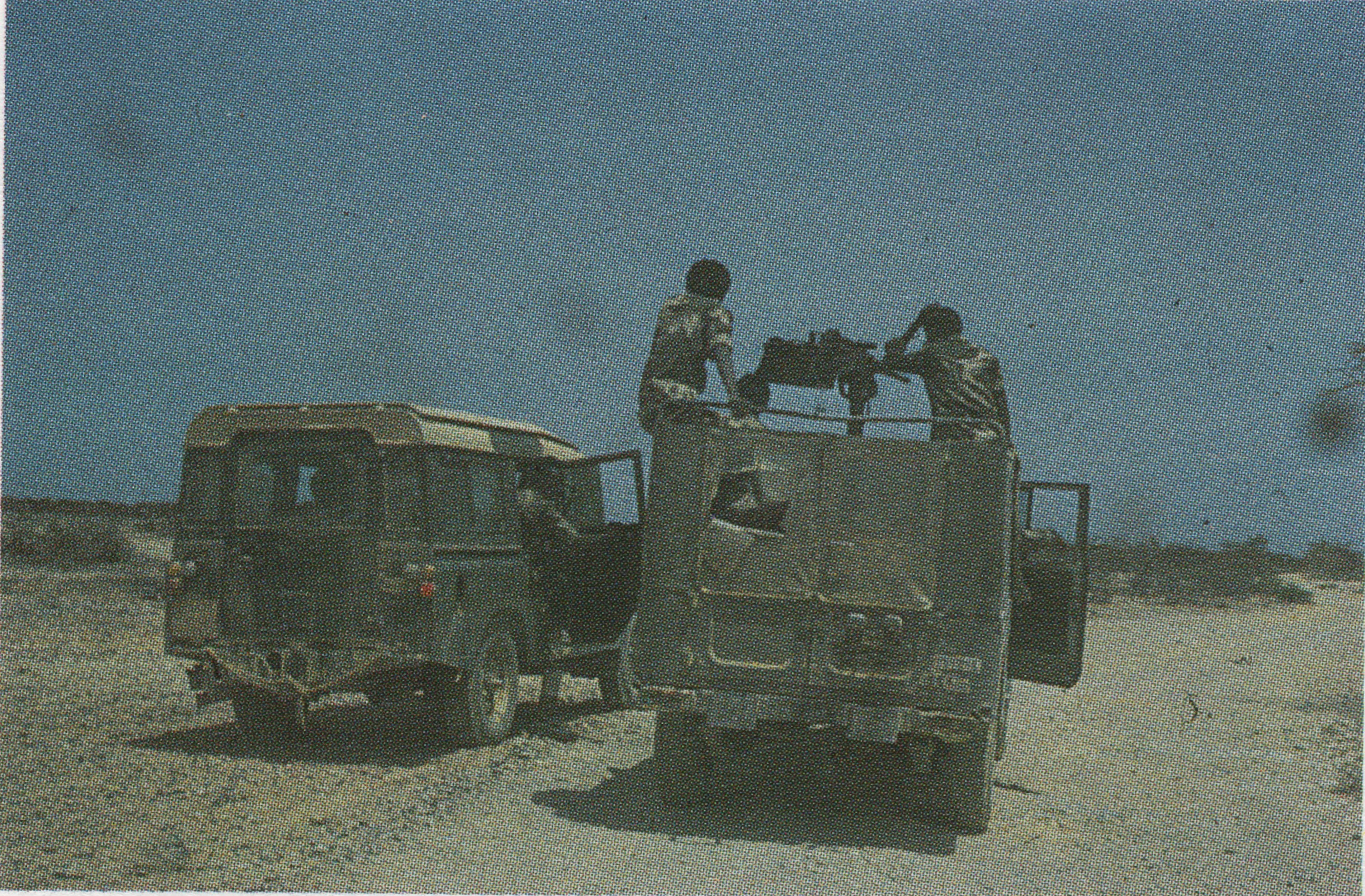
Un officier des forces terrestres de l'Armée nationale somalienne, en pleine exécution d'une mission de reconnaissance, fit halte avec son véhicule tout-terrain de marque Land Rover. Il se trouvait alors dans la région de Galdogob, observant l'avancée des unités blindées éthiopiennes (1982).

L'invasion fut lancée durant la nuit du 30 juin 1982. La première offensive se déroula dans la ville frontalière de Ferfer, non loin de Beledweyne, avec pour objectif de s'emparer des hauteurs dominants une voie stratégique reliant le nord et le sud de la Somalie. Initialement, l'armée somalienne ne disposait que de 1 800 hommes dans la région concernée par l'invasion, mais elle fut rapidement renforcée. En dépit des attaques aériennes et terrestres intenses, la garnison somalienne, stationnée près de Beledweyne, parvint à infliger de lourdes pertes aux forces d'invasion et repoussa les assaillants éthiopiens. Cependant, après ce premier affrontement, une impasse se dessina. Au cours du mois suivant, des affrontements armés  furent signalés dans presque toutes les régions frontalières, notamment à Gedo, Bakool, Hiiraan, Mudug et Toghdeer. Le groupe SSDF revendiqua la responsabilité de l'ensemble de ces attaques, une prétention jugée peu crédible en raison des capacités militaires limitées de ce dernier et de ses opérations principalement circonscrites aux environs de Galkayo, dans la région de Mudug. 
L'incursion suivante se produisit plus au nord, en la ville de Balanbale. Le 10 juillet 1982, les forces éthiopiennes lancèrent une offensive sur la localité, prenant par surprise les défenseurs et débordant leurs lignes. Une colonne blindée éthiopienne composée de 30 à 45 chars T-55, soutenue par deux bataillons d'artillerie, investit la cité et progressa de 11 kilomètres en territoire somalien. Le commandant des troupes somaliennes stationnées à El Dhere organisa promptement une contre-attaque, parvenant à repousser les assaillants à trois kilomètres au-delà de Balanbale. Néanmoins, les Éthiopiens réussirent à occuper et à fortifier la ville. À la grande surprise de nombreux observateurs, l’invasion fut vigoureusement contrée par l'Armée nationale somalienne. En dépit des lourdes pertes essuyées quatre années plus tôt, en 1978, lors de la contre-offensive conjointe éthiopienne et cubaine pendant la guerre de l'Ogaden, l'armée somalienne s'était réorganisée et renforcée. Cette nouvelle invasion entraîna une hausse significative du nombre de volontaires rejoignant les rangs de l’armée, stimulée par l'aspiration à la revanche et au rétablissement de la souveraineté. L'offensive éthiopienne, appuyée par les forces du SSDF, se transforma en un tournant favorable pour le régime de Barre, lequel, bien que fragilisé, parvint à regagner un soutien notable au sein de la population. Des affrontements limités eurent lieu en divers autres points au nord, tandis que l'aviation éthiopienne intensifiait ses bombardements et ses attaques à la mitrailleuse sur l'aéroport de Galkayo. 
Les forces éthiopiennes et du SSDF n'atteignirent point leurs objectifs fixés à Gaal Kacyo et Beledweyne, étant en définitive contenues dans les villes limitrophes de Balanbale et de Galdogob. Il s'agissait là de la première occurrence, depuis l'indépendance de la Somalie, où les troupes éthiopiennes parvenaient à asseoir leur contrôle sur un territoire situé au-delà de la frontière somalienne. Les dirigeants du SSDF contestèrent vigoureusement la présence des militaires éthiopiens en territoire somalien, une affirmation que des diplomates étrangers mirent en doute, soulignant que le rôle du SSDF se limitait à une « participation symbolique » à l'opération. Les rebelles somaliens, agissant en coopération avec les troupes éthiopiennes, se cantonnèrent pour la plupart à des missions de reconnaissance. Une rumeur persistante se propagea, selon laquelle Siad Barre aurait toléré l'occupation des deux cités dans le but de justifier l'envoi de nouvelles aides militaires internationales. Après la prise de Balanbale et de Galdogob, le gouvernement de Siad Barre proclama l'état d'urgence. En présence des membres du SSDF, parmi lesquels le président du groupe, Abdullahi Yusuf, le commandant de l'armée éthiopienne ordonna à ses troupes de déployer le drapeau éthiopien sur les villes nouvellement occupées. Ce geste engendra des heurts entre les forces du SSDF et les troupes éthiopiennes, lesquelles, dans la foulée, prirent l'initiative d'éliminer les responsables du SSDF.
En septembre 1982, des affrontements d'une grande violence eurent lieu aux environs de Balanbale et se prolongèrent jusqu'en octobre. Dans les mois qui suivirent, des escarmouches éparses continuèrent de se produire. À la fin de l'année 1982, certaines unités de l'armée éthiopienne s'étaient repliées à une distance de 32 kilomètres de la frontière. Au cours de la seconde quinzaine de juin 1983, l'armée somalienne parvint à repousser une offensive éthiopienne d'envergure à Galdogob, infligeant de lourdes pertes à l'ennemi. Dans les mois de juillet et août 1983, les forces éthiopiennes tentèrent de nouvelles incursions dans le centre et le nord de la Somalie, mais celles-ci furent également repoussées.

## Soutien étranger
En 1982, Mohamed Siad Barre sollicita l'assistance militaire des puissances occidentales afin de repousser l'invasion. Cependant, la majeure partie du matériel militaire ne parvint à la Somalie qu'en décembre de cette même année. Ce matériel comprenait des armes antichars, des systèmes de défense antiaérienne, ainsi que des chars américains Patton. Au mois d'août 1982, à l'exception de quelques équipements de communication, aucun militaire américain ne s'était encore manifesté sur le terrain. Ce n'est qu'après le conflit que l'assistance militaire américaine à la Somalie fut substantiellement renforcée. Les États-Unis accélérèrent la livraison des armes légères qui avaient été proposées dès 1980. En conséquence, l'aide militaire des États-Unis à la Somalie passa de 20 millions de dollars en 1981 à 51 millions de dollars en 1983. Entre 1979 et 1983, la Somalie importa des armements américains d'une valeur totale de 30 millions de dollars. Bien que la guerre ait retenu l'attention de l'administration Reagan, la réponse américaine tarda en raison de l'atténuation du conflit, submergé par l'invasion israélienne du Liban en 1982 et la guerre Iran-Irak. Le 16 juillet, jour où Barre informa Washington de l'invasion, l'Iran lança une contre-offensive majeure contre l'Irak. Par ailleurs, la Chine fournira, à la fin de 1982, des appareils de combat pour pallier les lourdes pertes subies lors de la guerre de l'Ogaden.
Aucune unité étrangère n'a été directement impliquée dans les combats de l'année 1982, bien que l'assistance militaire cubaine et sud-yéménite aux troupes éthiopiennes ait été circonscrite à un niveau de soutien d'une division. À plusieurs reprises, des techniciens de l'armée somalienne ainsi que des officiers du renseignement eurent l'occasion d'intercepter les communications radio en provenance d'Espagne et de Russie durant diverses opérations militaires menées par les forces éthiopiennes.

## Bilan et conséquences
Après la guerre frontalière, le président Siad Barre bénéficia d’un soutien moral, quoique verbalement limité, lors du sommet de la Ligue arabe en 1982. Cependant, au fil des ans, la Somalie se vit confrontée à une série de vicissitudes, tant sur le plan militaire qu’économique. Des clans régionaux et des groupes de guérilla, récemment constitués, se soulevèrent et mirent en péril l’autorité du gouvernement de Siad Barre. À la suite de l’invasion, l’emprise déjà fragile de ce dernier sur le pouvoir, en 1982, fut momentanément consolidée, bien que de manière éphémère et incertaine. 
À la suite de l'invasion survenue en 1982, l'armée somalienne se vit contrainte d'opter pour l'acquisition et l'adoption du missile sol-air américain FIM-43 Redeye. 
En 1982, sous le régime de Siad Barre, une scission survint au sein du SSDF, dont la majorité des membres se rallia au gouvernement après avoir bénéficié d’une amnistie et d’une proposition de paiement. Dès 1983, la plupart des membres du FDSS avaient rejoint le régime en place. Cette évolution irrita le gouvernement éthiopien, qui, en représailles, fit incarcérer le chef du SSDF, Abdullahi Yusuf, lequel resta emprisonné jusqu'à la chute du régime du Derg en 1991. Durant les luttes internes du SSDF en 1983 et 1984, les forces de sécurité éthiopiennes pénétrèrent dans les camps des rebelles et procédèrent à l’arrestation des membres du comité central de l’organisation. Une fois que les rebelles perdirent leur utilité aux yeux de Mengistu, ce dernier ordonna l'exécution, l'emprisonnement ou la dispersion des membres du SSDF. Ce n’est qu’après la normalisation des relations entre l’Éthiopie et la Somalie sous la présidence de Meles Zenawi que le SSDF retrouva une partie de son statut d’organisation. 

### Représailles
Les SSDF étaient essentiellement composées du clan Majeerteen, et, à la suite de l'invasion, l'armée somalienne entreprit des représailles contre les civils appartenant à ce même clan, dans les régions de Mudug, Nugaal et Bari. Ces représailles se traduisirent par l'anéantissement de dix-huit villages et la destruction des réservoirs d'eau. 

## Sources
1. 1 2 3  (en) Peter Woodward et Murray Greensmith Forsyth, Conflict and Peace in the Horn of Africa: Federalism and Its Alternatives, Dartmouth Publishing Company, 1994, 112–113 p. (ISBN 978-1-85521-486-6, lire en ligne)
2. 1 2 3  (en-US) Alan Cowell, Special To the New York, « ETHIOPIAN DRIVE AGAINST SOMALIA BOGS DOWN », The New York Times,‎ 8 octobre 1982 (lire en ligne, consulté le 8 mai 2024)
3. ↑  Eritrea and Ethiopia : from conflict to cooperation, Trenton, N.J., Red Sea, 1994, 149 p. (ISBN 978-0-932415-96-7, lire en ligne)
4. ↑  African guerrillas, Indiana University Press, 1998, 75–77 p. (ISBN 978-0-85255-816-4)
5. ↑  Jean-Pierre Langellier, « Somalis and Ethiopians slog it out to stalemate », Le Monde,‎ 14 novembre 1982, p. 12
6. ↑  Metz 1993, p. 47.
7. 1 2  « Somalia: Taking Stock », Africa Confidential, vol. 23, no 17,‎ 25 août 1982, p. 8
8. ↑  « Somalia: Taking Stock », Africa Confidential, vol. 23, no 17,‎ 25 août 1982, p. 8 :« the Ethiopian aim was to provide the DFSS with the wherewithal to overthrow President Siad Barre »
9. ↑  (en) Marleen Renders, Consider Somaliland: State-Building with Traditional Leaders and Institutions, BRILL, 20 janvier 2012, 71 p. (ISBN 978-90-04-21848-2, lire en ligne)
10. ↑  (en) Abdullahi Dool, Failed States: When Governance Goes Wrong!, Horn Heritage, 1998, 240–241 p. (ISBN 978-0-9525241-9-9, lire en ligne)
11. 1 2  (en) Ethiopia's Invasion of Somalia, 1982-83, Ministry of Foreign Affairs, Somali Democratic Republic, 1983, 10 p. (lire en ligne)
12. ↑  (en) « Ethiopia bombs Somali towns », United Press International, 25 mai 1984 (consulté le 16 mai 2024)
13. ↑  (en) Belachew Gebrewold-Tochalo, Anatomy of Violence: Understanding the Systems of Conflict and Violence in Africa, Ashgate Publishing, Ltd., 2009, 193 p. (ISBN 978-0-7546-7528-0, lire en ligne)
14. ↑  (en) Cabdisalaam M. Ciisa-Salwe, The Collapse of the Somali State: The Impact of the Colonial Legacy, A.M. Issa-Salwe, 1994, 131 p. (ISBN 978-1-912411-46-7)